# Saint-André-de-Cubzac
Saint-André-de-Cubzac é uma comuna francesa na região administrativa da Nova Aquitânia, no departamento da Gironda. Estende-se por uma área de 23,14 km². Em 2010 a comuna tinha 12 229 habitantes (densidade: 528,5 hab./km²).